# Eyjafjallajökulls utbrott 2010

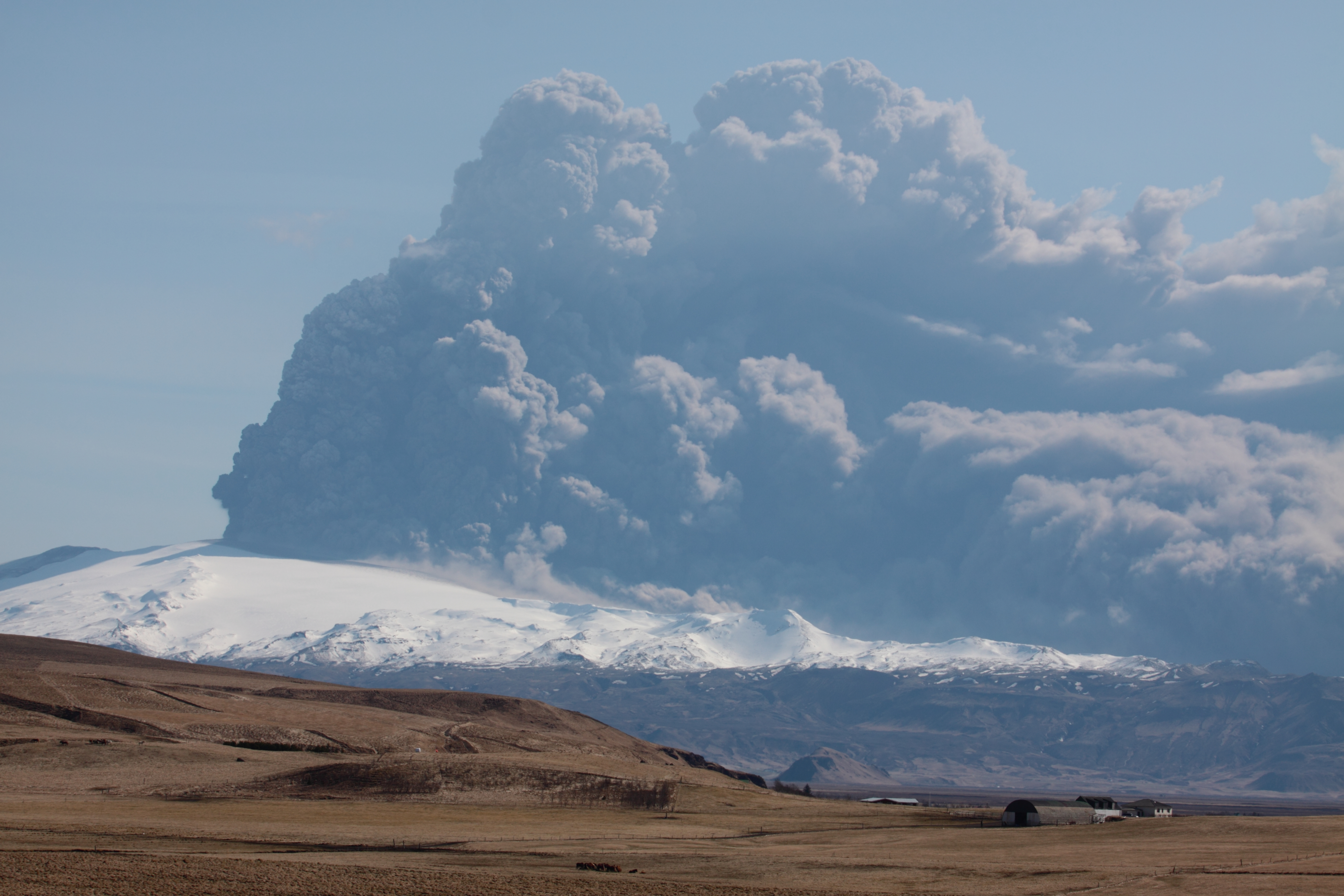
Bild på det andra utbrottet tagen på lördagen den 17 april 2010.

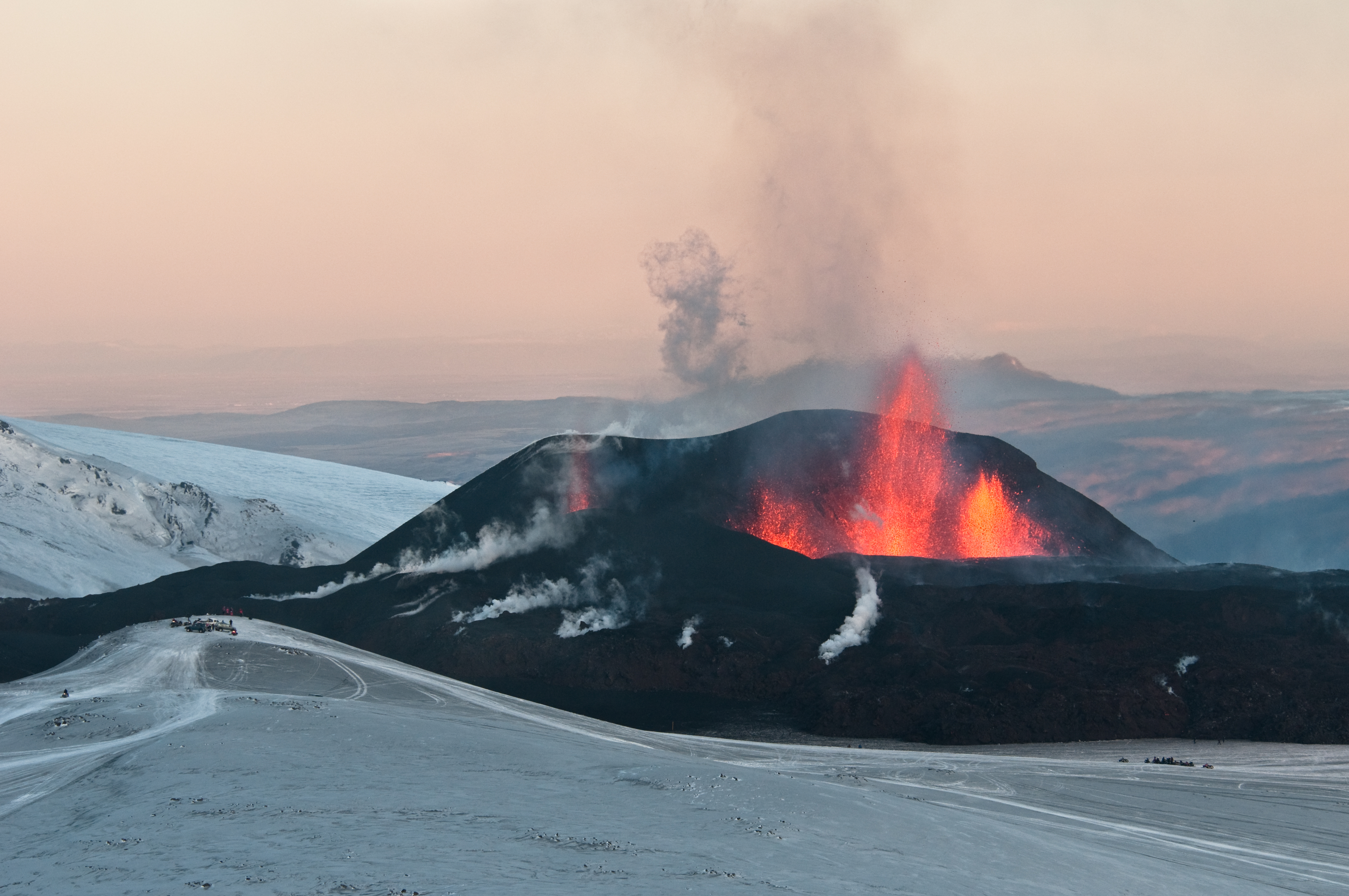
Den första sprickan, som var aktiv från den 21 mars till den 8 april. Bilden är tagen från den gamla kratern Austurgígar den 27 mars.

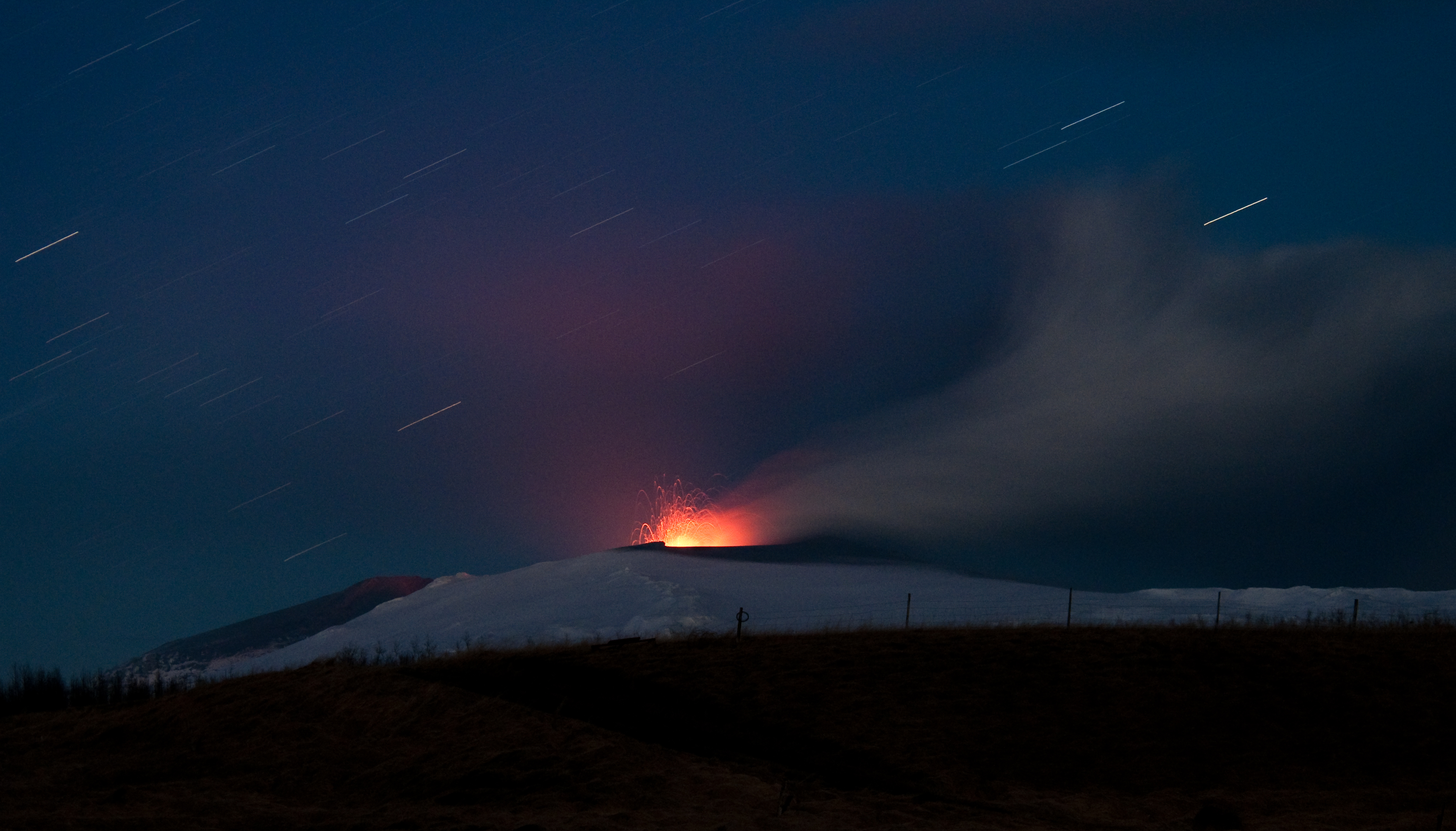
Det andra utbrottet sett från Fljótshlíð den 20 april. Lavakaskaderna på bilden når c:a 500 m över kraterkanten.

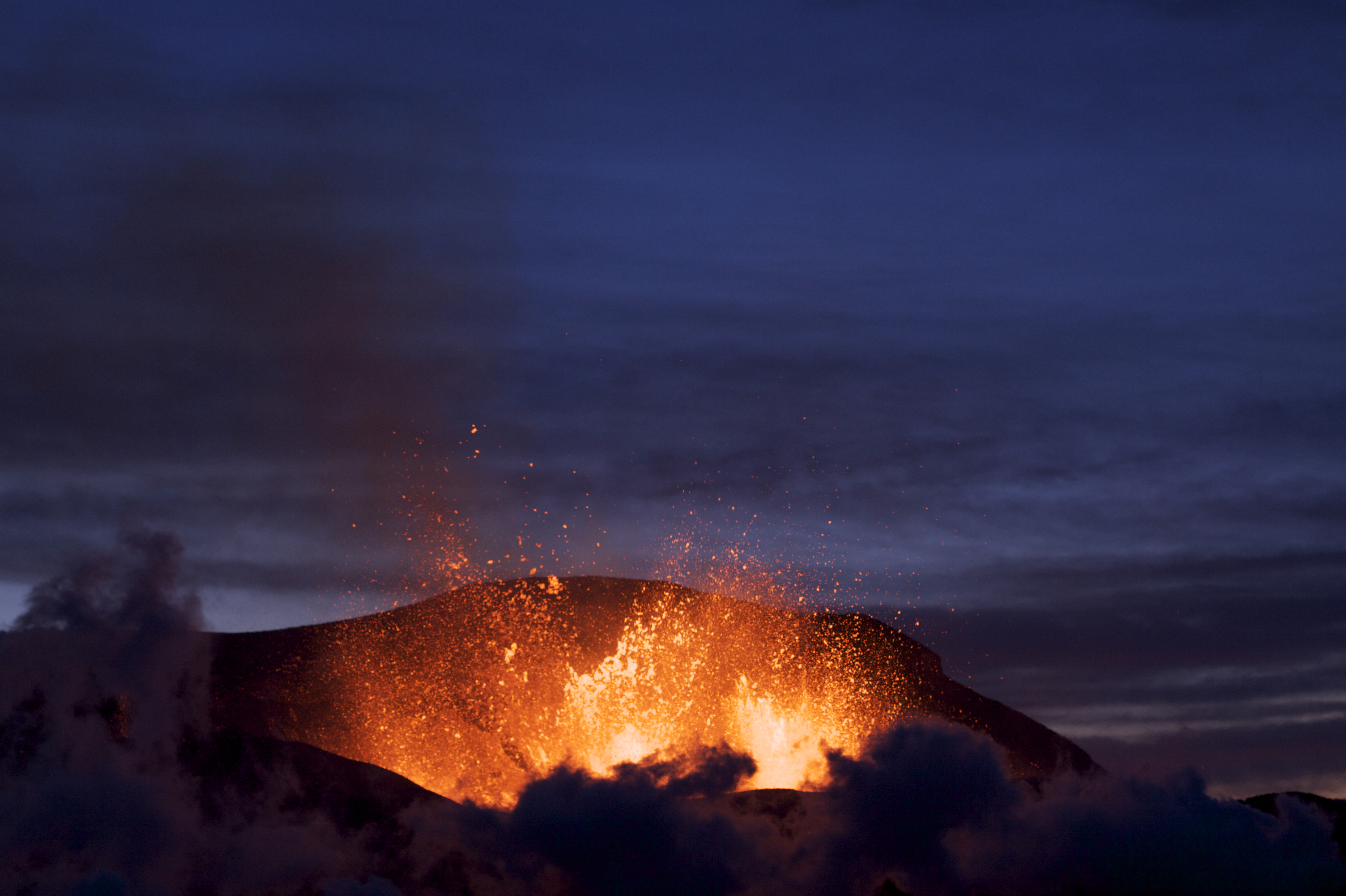
Första sprickan i skymningen den 27 mars.

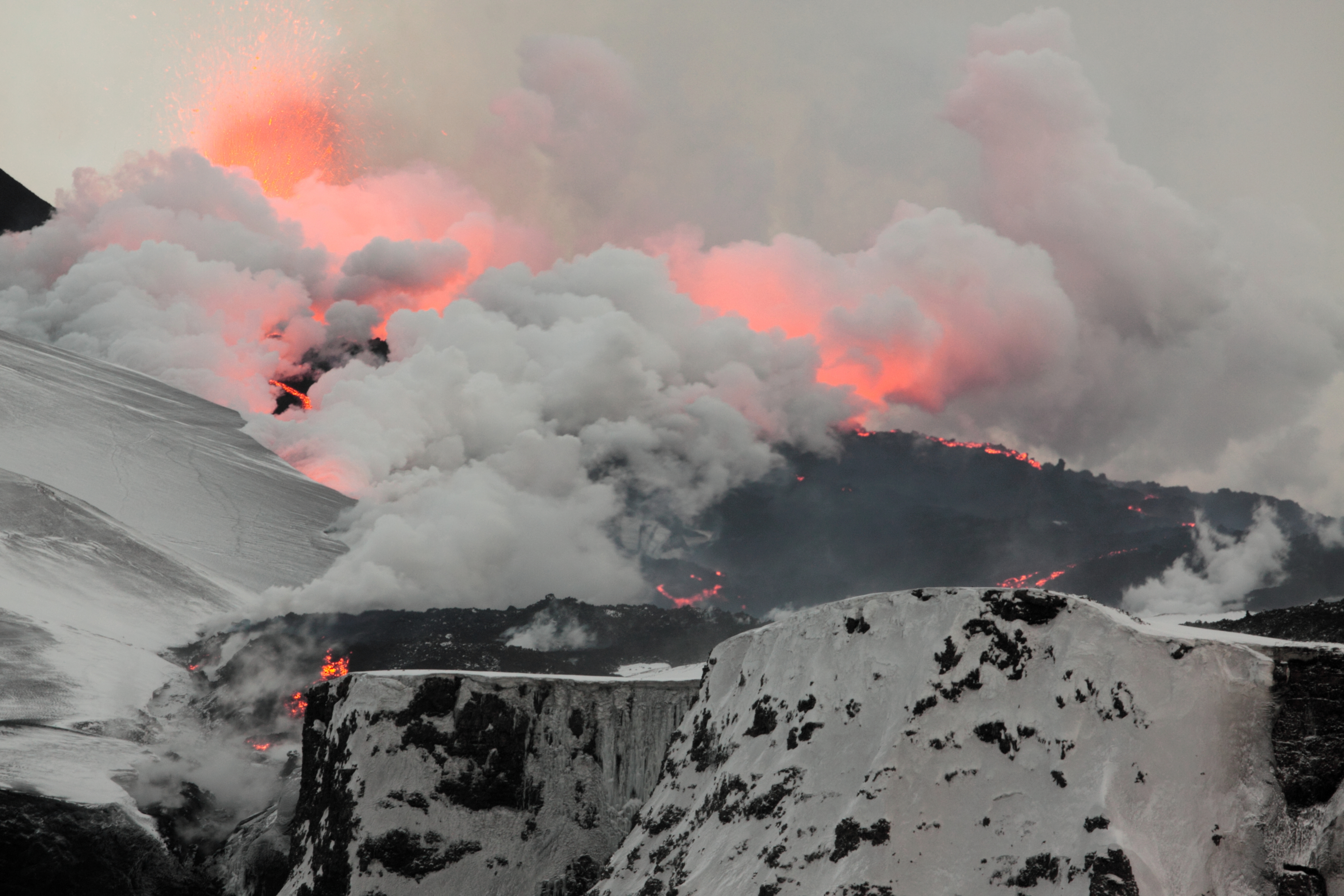
Första sprickan, lavan äter sig långsamt genom glaciären.

Eyjafjallajökulls utbrott 2010 bestod av flera utbrott under våren 2010. Rökutvecklingen från utbrotten spred vulkanisk aska över Europa, vilket stoppade flygtrafik. Den 15 april inställdes alla flygningar i ett antal länder i nordvästra Europa. Under den 16 och 17 april spred sig molnet allt längre åt sydost, och den 17 april var det luftrumsrestriktioner i 26 av Europas övriga länder.

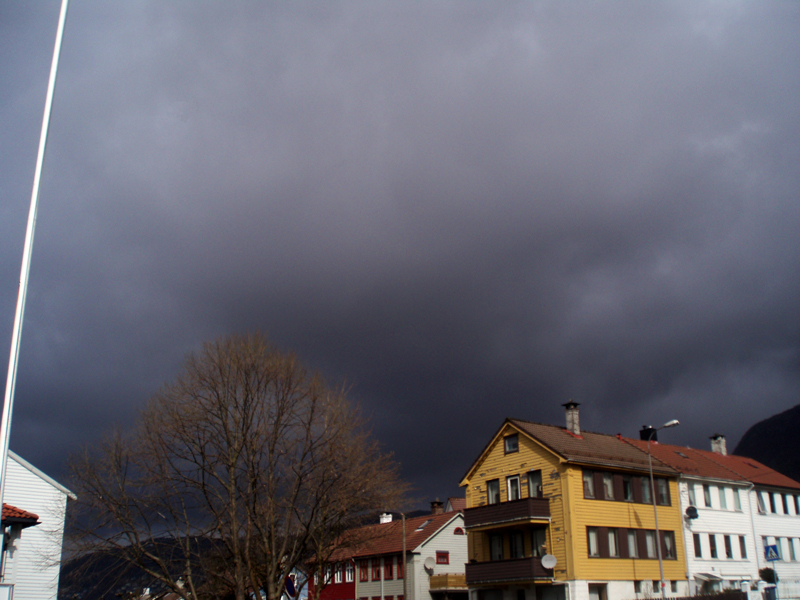
Moln med vulkanisk aska över Bergen i Norge torsdagen den 15 april.

Eyjafjallajökull är en vulkan med sur magma och explosiva utbrott. 

## Vulkanutbrottet 2010
Det första vulkanutbrottet kom den 21 mars 2010. Alla boende i närheten hade evakuerats en vecka tidigare. Utbrottet skedde i passet Fimmvörðuháls (de fem rösenas höjdkedja) som är beläget mellan Eyjafjallajökull och Mýrdalsjökull, och lava strömmade ut i några hundra meter långa sprickor.
Den 31 mars började ytterligare ett utbrott i Fimmvörðuháls.
Natten till den 14 april aktiverades vulkanen återigen, denna gång längre västerut under själva glaciären Eyjafjallajökull. Cirka 800 människor evakuerades på grund av risken för översvämningar orsakade av smältande glaciär.
Då vulkanens utströmmande lava mötte den omgivande glaciärens smältvatten skapades en eruption av gas och aska  bestående av finfördelat vulkaniskt glas och vulkaniska gaser som svaveldioxid.
Högt upp i askmolnet bildades mikroskopiska glaspartiklar och det var dessa som utgjorde en fara för flygtrafiken. Askan kunde skada flygplanens turbiner och även påverka funktionen på övrig utrustning i flygplanet.
Molnet förde också med sig ämnen som fluor, som kunde förgifta boskap i närheten av vulkanen.
Vulkanens eruptioner kastade upp askan långt upp i troposfären, till flera tusen meters höjd. Där fördes askan iväg med de rådande vindarna i form av en askplym. När inte luften blandas om i höjdled förs den lätta askan vidare och bildar ett stort ständigt växande askmoln som breder ut sig allt längre från vulkanen, så länge som vulkanen fortsätter att kasta upp aska. När vindarna vred sig följde askplymen efter, men lämnade kvar rester av aska i luften i de områden den passerat tidigare. Om askmolnet sammanfaller med ett område av regnmoln, kan askan följa med nederbörden till marken.
Den 14–18 april sköt vulkanen upp askmolnet till den övre delen av troposfären på 4 000 till 10 000 meters höjd. Över Island och Nordsjön dominerades vindarna på dessa höjder av jetströmmarna. Den 14 april hade jetströmmarna en väst-nord-västlig bana som förde askan över norra Atlanten och drabbade Nordkalotten först. Den 15 april vred sig jetströmmen mot en nordvästlig bana vilket förde ner molnet över Skandinavien och förde den nybildade askan mot Brittiska öarna, askmolnet över Nordkalotten drev vidare in över norra Ryssland. Den 16 april spred sig askmolnet vidare över Centraleuropa ner till Alperna. Över Spanien låg ett lågtryck som höll askmolnet borta, medan molnet över norra Ryssland spred sig vidare in mot Sibirien. Den 17 april fortsatte jetströmmen att föra ner ny aska över Nordsjön, varifrån den matade på askmolnet som nu täckte hela Nordvästeuropa. Det ryska molnet spred sig samtidigt ner mot Kazakstan. Den 18 april vred vindarna över vulkanen över mot norr, vilket förde den nybildade askan i en sydligare bana än tidigare. Jetströmmen förde askan vidare in över Brittiska öarna där vindarna vred till västlig och förde askan mot Skandinavien. Askmolnets sydliga delar över Centraleuropa tunnades ut när det inte längre fylldes på ifrån nordväst.
Under den 19–20 april varierade askproduktionen medan vulkanutbrottet ändrade karaktär, askplymen steg nu bara till 4 000 meters höjd men den fortsatte att spridas vidare ut över Atlanten. Den 19 april passerade ett lågtryck över Island, som åter drog med askan åt sydost ned mot Skandinavien och Brittiska öarna. De rester av askmolnet som snurrade runt söder om Brittiska öarna den 17 april hade den 20 april spridit sig ända bort till den kanadensiska Atlantkusten och sydöstra Grönland.
Den 27 oktober 2010 ansågs vulkanutbrottet vara över. Då steg bara vattenånga upp ur kratern. Det sista utbrottet skedde i mitten av juni.

## Konsekvenser för flygtrafiken

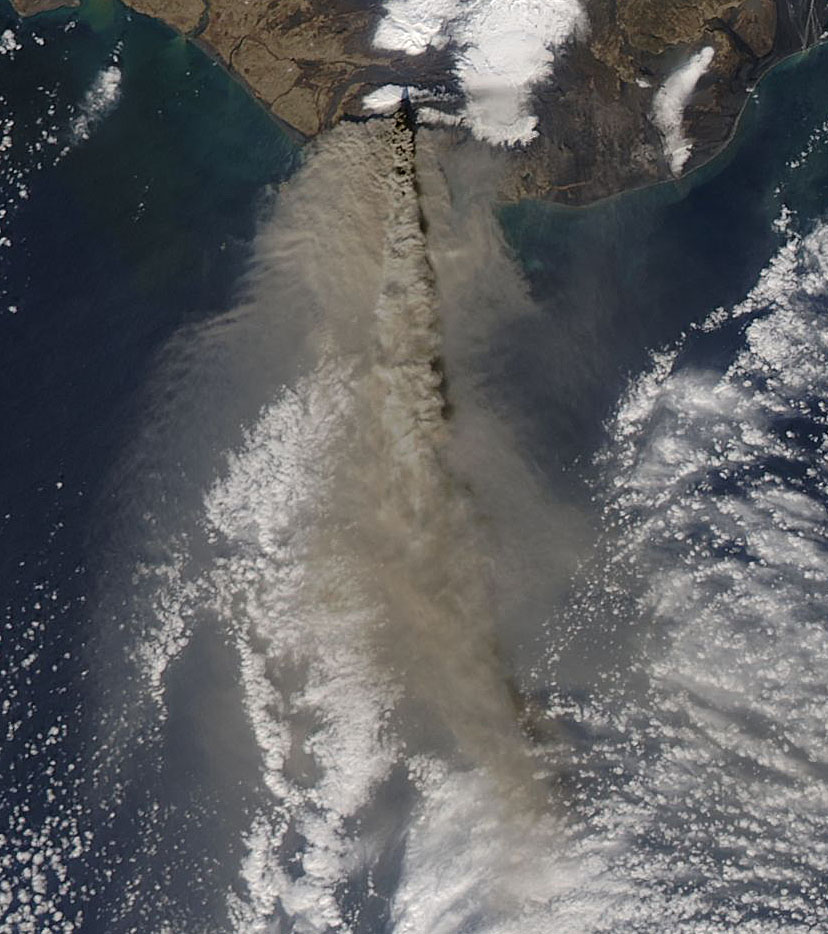
Satellitbild över hur askmolnet rör sig från Island och ut över Atlanten 17 april 2010.

De stora mängderna vulkanisk aska ledde till att flygtrafiken ställdes in i stora delar av Europa. På kvällen den 14 april stängdes luftrummet över Nordnorge och på morgonen den 15 april över resten av Norge, över stora delar av Storbritannien och över delar av Irland. I Sverige stoppades alla flygningar klockan 18.00 den 15 april, och klockan 20.00 samma dag stängdes luftrummet helt. Restriktionerna innebar att Luftfartsverket inte gav tillstånd för instrumentflygning. Den 16 april bredde askmolnet ut sig över Nordvästeuropa ner till Alperna, med undantag för Irland och de norra delarna av Sverige så att luftrummet och flygtrafiken stängdes helt eller delvis i 13 av Europas 45 länder.
Från 15–18 april gick det väldigt få flyg till Nordvästeuropa. De resenärer som fick sina flyg inställda kunde inte erbjudas någon bestämd tid för ombokning och då flygen inte kunde omdirigeras eftersom det var stopp överallt valde en del resenärer att lösa in sina biljetter och försöka ta sig till sin destination på egen hand. Längre tåg-, buss- och färjelinjer gick med fulla avgångar, och många som ville boka dem kunde inte få plats. Bil- och bussuthyrningen ökade. Några researrangörer valde även de att ordna alternativ till flygtransporter, ett exempel var skandinaviska charterbolag som valde att bussa hem resenärer från Medelhavsområdet, delvis ända från Aten (3300 km från Stockholm). Reguljärresenärer blev ofta hänvisade till att själva ta sig hem, eller vänta i dagar. Det fanns även de som tog taxi tvärs över Europa
Den 19 april lyftes restriktionerna i stora delar av Sverige och det gjorde det möjligt att återuppta viss flygtrafik, det gick att flyga över askmolnet längre söderut i Europa och på så sätt genomföra flygningar från Medelhavsområdet.
Den 20 april kom man överens inom EU att införa ett mellanläge i hanteringen av flygrestriktioner i aska, ett läge där halterna av aska var så låga att man kunde tillåta flygningar under vissa förutsättningar, såsom täta inspektioner. De 22 april införde Sverige via Transportstyrelsen detta system.
Den 5 maj tvingades myndigheterna i Skottland och Nordirland att stänga sitt luftrum åter igen, på grund av askan.
Bland annat incidenten med British Airways Flight 9, som skedde 1982, visar att vulkanaska kan påverka flygsäkerheten.

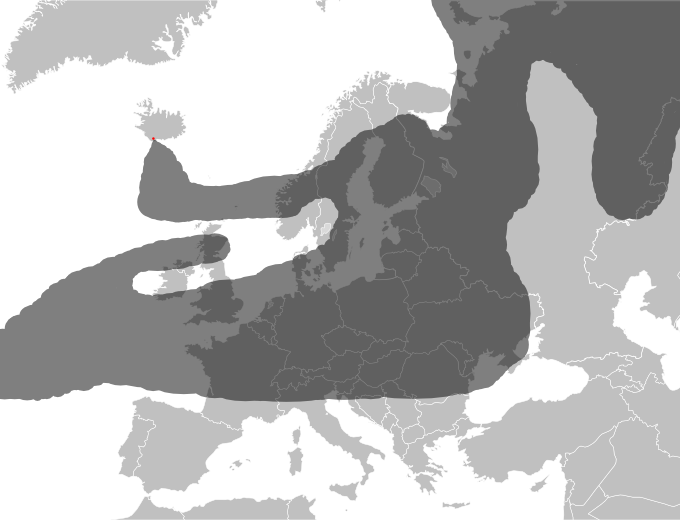
Utsträckning av askmolnet den 17 april 2010 klockan 18.00 GMT.
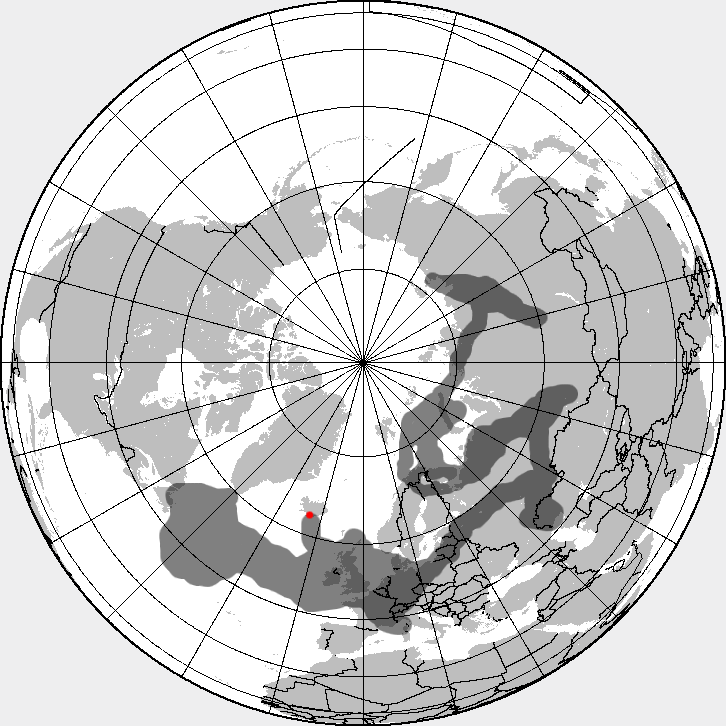
Utsträckning av askmolnet den 19 april 2010 klockan 18.00 GMT.
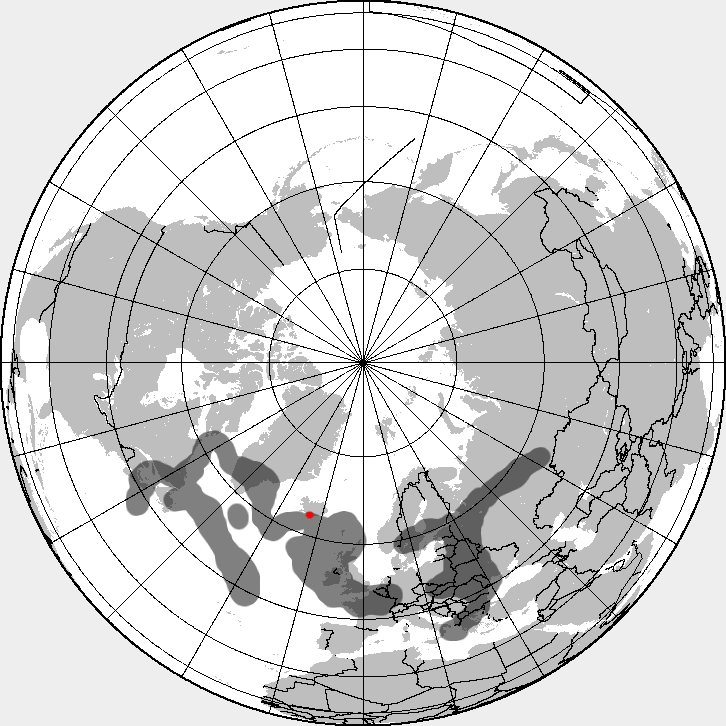
Utsträckning av askmolnet den 21 april 2010 klockan 18.00 GMT.
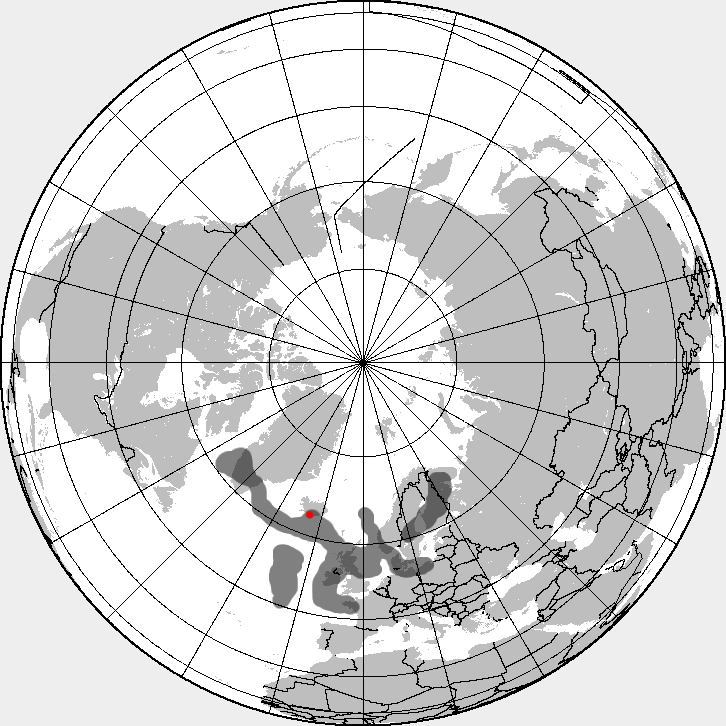
Utsträckning av askmolnet den 22 april 2010 klockan 18.00 GMT.

### Länder med drabbad flygtrafik
| - Belgien - Bosnien och Hercegovina - Bulgarien - Danmark - Estland - Finland - Frankrike - Kanada - Kazakstan - Island - Irland - Italien - Kosovo - Lettland - Litauen - Luxemburg - Moldavien | - Montenegro - Nederländerna - Norge - Polen - Portugal - Rumänien - Ryssland - Serbien - Schweiz - Slovakien - Slovenien - Spanien - Storbritannien - Sverige - Turkiet - Ukraina |

### Stängda flygplatser
Det här är några av de flygplatser som var stängda den 17 april 2010:
- Belgien – Bryssel (BRU)

- Bulgarien – Sofia (SOF)

- Danmark – Köpenhamn Kastrup (CPH)

- Finland – Helsingfors-Vanda (HEL)

- Frankrike – Paris Orly (ORY), Lyon Saint-Exupery International (LYS), Paris Charles De Gaulle (CDG)

- Irland – Dublin Aerfort Bhaile Átha Cliath (DUB)

- Italien – Milano Malpensa (MXP)

- Luxemburg – Findel Airport (LUX)

- Nederländerna – Amsterdam Schiphol (AMS), Rotterdam (RTM), Eindhoven (EIN)

- Norge – Oslo Gardermoen (OSL), Stavanger (SVG), Bergen (BGO), Sandefjord (TRF), Vaernes (TRD)

- Polen – Warszawa Fryderyka Chopina (WAW)

- Storbritannien – Belfast (BFS), London Heathrow (LHR), Gatwick (LGW), London City (LCY), London Luton (LTN), Stansted (STN), Manchester (MAN), Birmingham (BHX), Edinburgh (EDI), Glasgow (GLA), Aberdeen (ABZ)

- Sverige – Visby (VBY), Stockholm Arlanda (ARN), Landvetter flygplats (GOT), Göteborg City Airport (GSE), Luleå (LLA), Malmö (MMX), Umeå (UME), Sundsvall (SDL), Ängelholm-Helsingborg (AGH), Ronneby (RNB)

- Schweiz – Genève-Cointrin (GVA), Zürich (ZRH)

- Tyskland – Berlin Tegel (TXL), Frankfurt (FRA), München (MUC), Berlin Schönefeld (SXF)

- Ukraina – Kiev (KBP)

- Vitryssland – Minsk (MSQ)

- Österrike – Wien (VIE)[18]

Egentligen har i stort sett samtliga flygplatser i nämnda länder tidvis varit stängda.